# Ideobisiinae
Ideobisiinae es una subfamilia de pseudoscorpiones de la familia Syarinidae.  

## Géneros
Según Pseudoscorpions of the World 1.2:
- - Alocobisium Beier, 1952
  - Ideobisium Balzan, 1892
  - Ideoblothrus Balzan, 1892
  - Microblothrus Mahnert, 1985
  - Nannobisium Beier, 1931